# Vehlitz
Vehlitz ist ein Ortsteil der gleichnamigen Ortschaft der Stadt Gommern im Landkreis Jerichower Land in Sachsen-Anhalt.

## Geografie
Vehlitz liegt fünf Kilometer nordöstlich von Gommern entfernt und ist mit ihr durch die Bundesstraße 246a verbunden. Zur Kreisstadt Burg sind es 29 Kilometer, die Landeshauptstadt Magdeburg liegt 19 Kilometer westlich. Durch den Ort fließt der Elbe-Nebenfluss Ehle. Das Umland besteht aus landwirtschaftlichen Flächen mit durchschnittlicher Bodenqualität.
Naturräumlich gehört der Ort zum Zerbster Land, einer ackergeprägten offenen Kulturlandschaft und 536 km² großen Haupteinheit der übergeordneten Haupteinheitengruppe des Fläming im norddeutschen Tiefland. Das Zerbster Land bildet die Südwestabdachung des Flämings zur Elbe und gehört zum Einzugsgebiet dieses Flusses.

## Geschichte
Der Ortsname ist slawischen Ursprungs, das Baujahr der Kirche 1150 weist jedoch darauf hin, dass bereits zu dieser Zeit eine deutschstämmige Siedlung bestand. Spätestens ab dem 14. Jahrhundert gehörte Vehlitz zum Herrschaftsgebiet von Kursachsen, das um Gommern eine Exklave im magdeburgisch-brandenburgischen Bereich gebildet hatte.
Die sächsische Herrschaft dauerte bis zum 9. April 1808, als das Amt Gommern infolge des Bündnisses zwischen Sachsen und Napoleon I. ein Kanton des französischen Königreichs Westphalen wurde. Diese Episode war jedoch von kurzer Dauer, denn bereits am 30. April 1813 wurden die Franzosen von preußischen Truppen vertrieben. Bereits einige Wochen vorher war Vehlitz zum Auftakt des Befreiungskrieges Schauplatz heftiger Kämpfe zwischen französischen und preußisch-russischen Truppen gewesen, bei denen die Franzosen ihre erste Niederlage einstecken mussten. Ein Denkmal am Ortsrand erinnert noch heute an den Kriegsschauplatz.
Mit der Errichtung des Kreises Jerichow I gehörte Vehlitz ab 1816 offiziell zum preußischen Königreich. Da die in der Folgezeit gebauten neuen Verkehrswege den Ort nicht berührten, blieb er weiterhin ein kleines Bauerndorf. Einige noch heute erhaltene Bauernhöfe mit den typischen ostelbischen Torbögen zeugen jedoch von der guten Ertragslage der Landwirtschaft.
Während des gesamten 20. Jahrhunderts blieb die Einwohnerzahl relativ konstant. Gab es 1910 noch 494 Einwohner, so wurden 1933 nur 476 Einwohner und 1964 nur noch 460 Einwohner registriert. Die Kollektivierung der Landwirtschaft während der DDR-Zeit bewirkte in Vehlitz unter anderem auch, dass zu Beginn der 1960er Jahre zur Optimierung der Großfelderwirtschaft in unmittelbarer Nähe die Ehle aufwändig begradigt wurde.
Die deutsche Wiedervereinigung brachte vor allem Vorteile für die Infrastruktur des Ortes. Die Hauptstraße wurde neu gestaltet,  aus einem ehemaligen Bauernhof entstand eine moderne Wohnanlage. Eine ehemalige Mülldeponie wurde in ein Arboretum umgewandelt, in dem sechzig verschiedene Baumarten und Sträucher angepflanzt wurden. Ein Ferkelzuchtbetrieb setzt die landwirtschaftliche Tradition fort, daneben haben sich aber auch einige neue Gewerbebetriebe angesiedelt. Am 1. Januar 2005 wurde Vehlitz in die Stadt Gommern eingemeindet.
In der Tongrube Vehlitz wurden zwischen September 2005 und März 2008 etwa 900 000 Tonnen Abfall illegal entsorgt. Erst nach 150 Verhandlungstagen verurteilte das Landgericht Stendal einen der beiden Hauptangeklagten zu einer Haftstrafe von viereinhalb Jahren und den zweiten zu einer Haftstrafe von drei Jahren und drei Monaten. Die Entsorgung kostete 20 Millionen Euro, die großteils das Land zahlen musste.

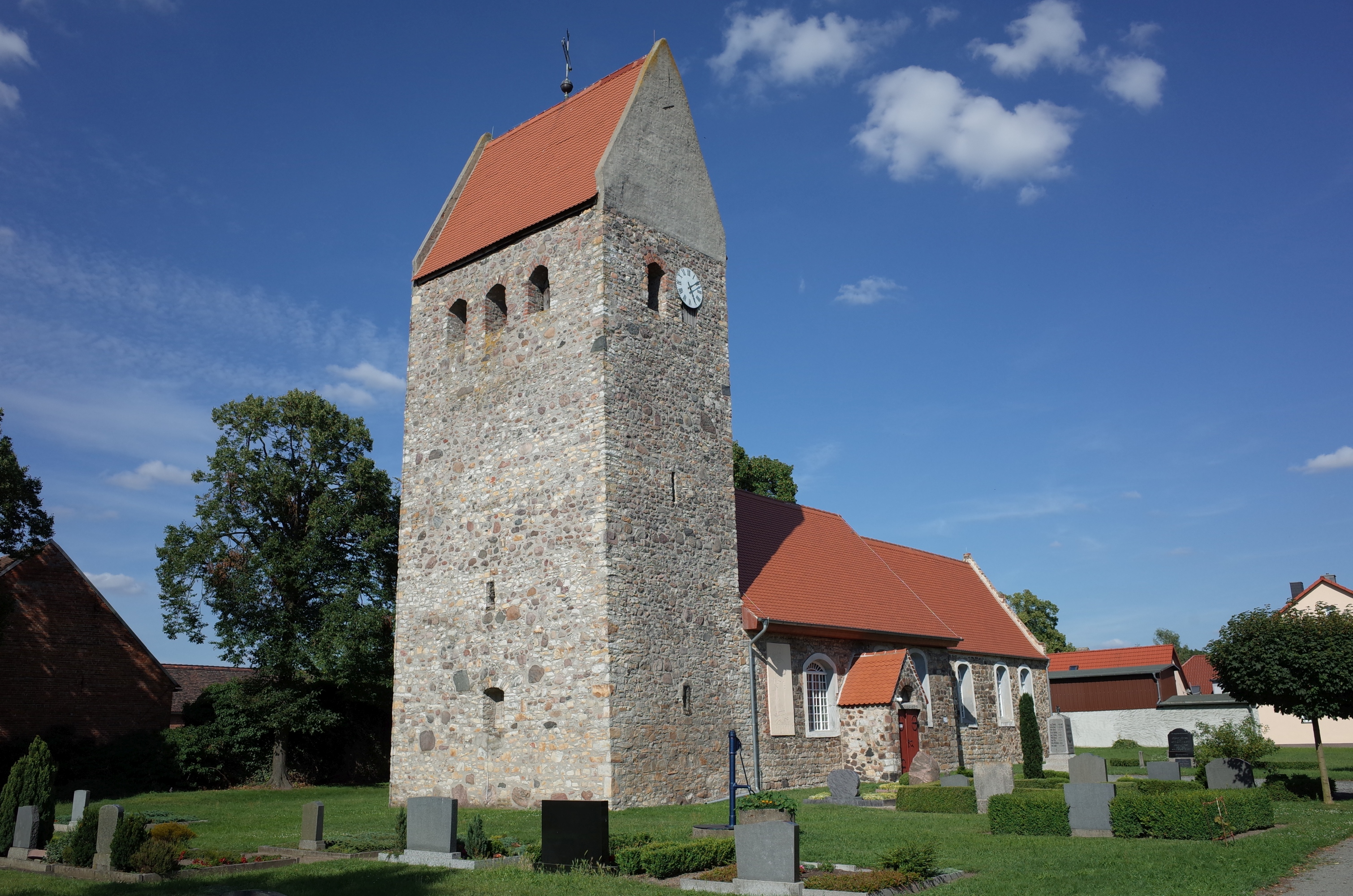
Evangelische Kirche St. Stephanus

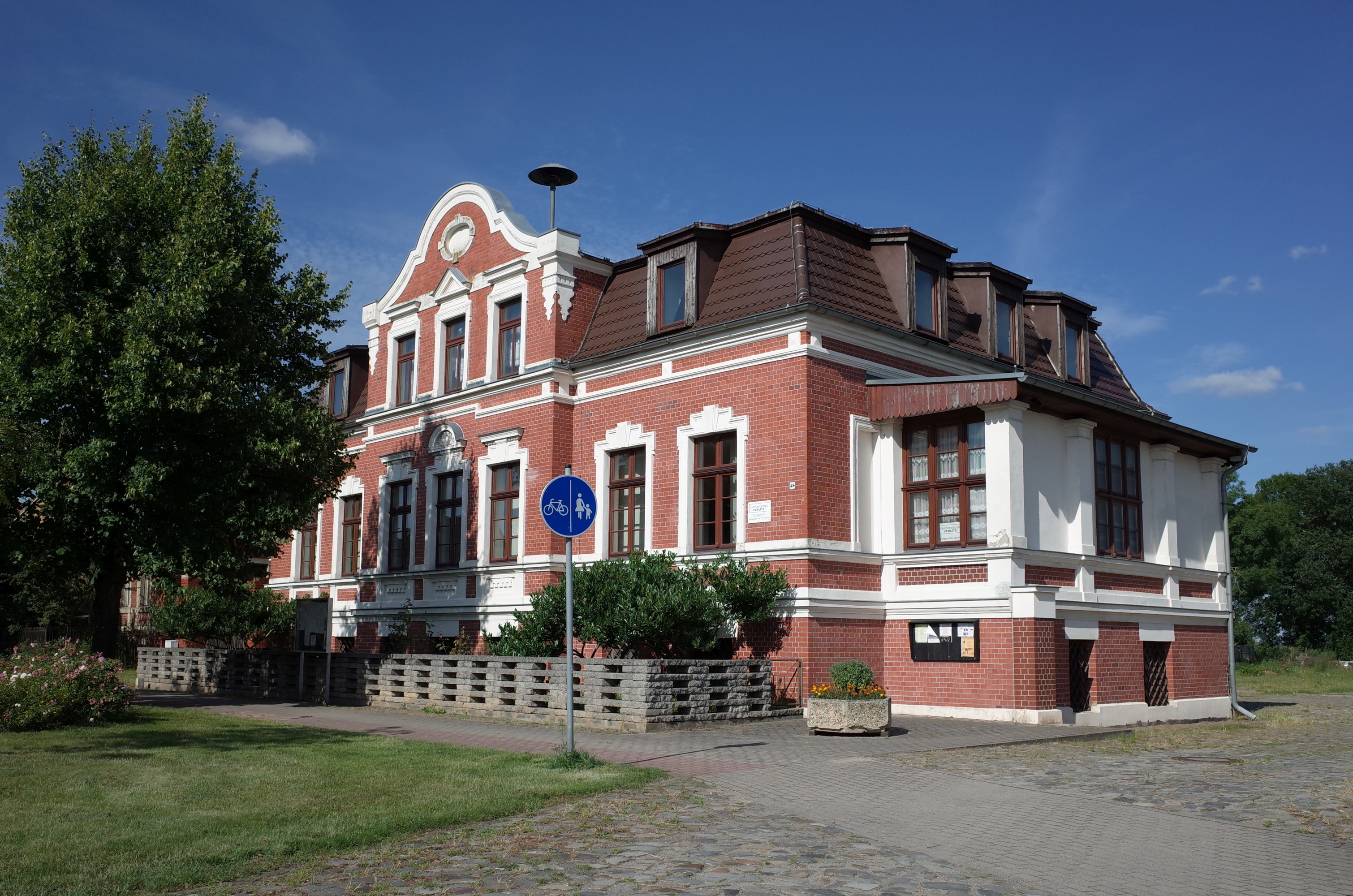
Gemeindebüro Vehlitz

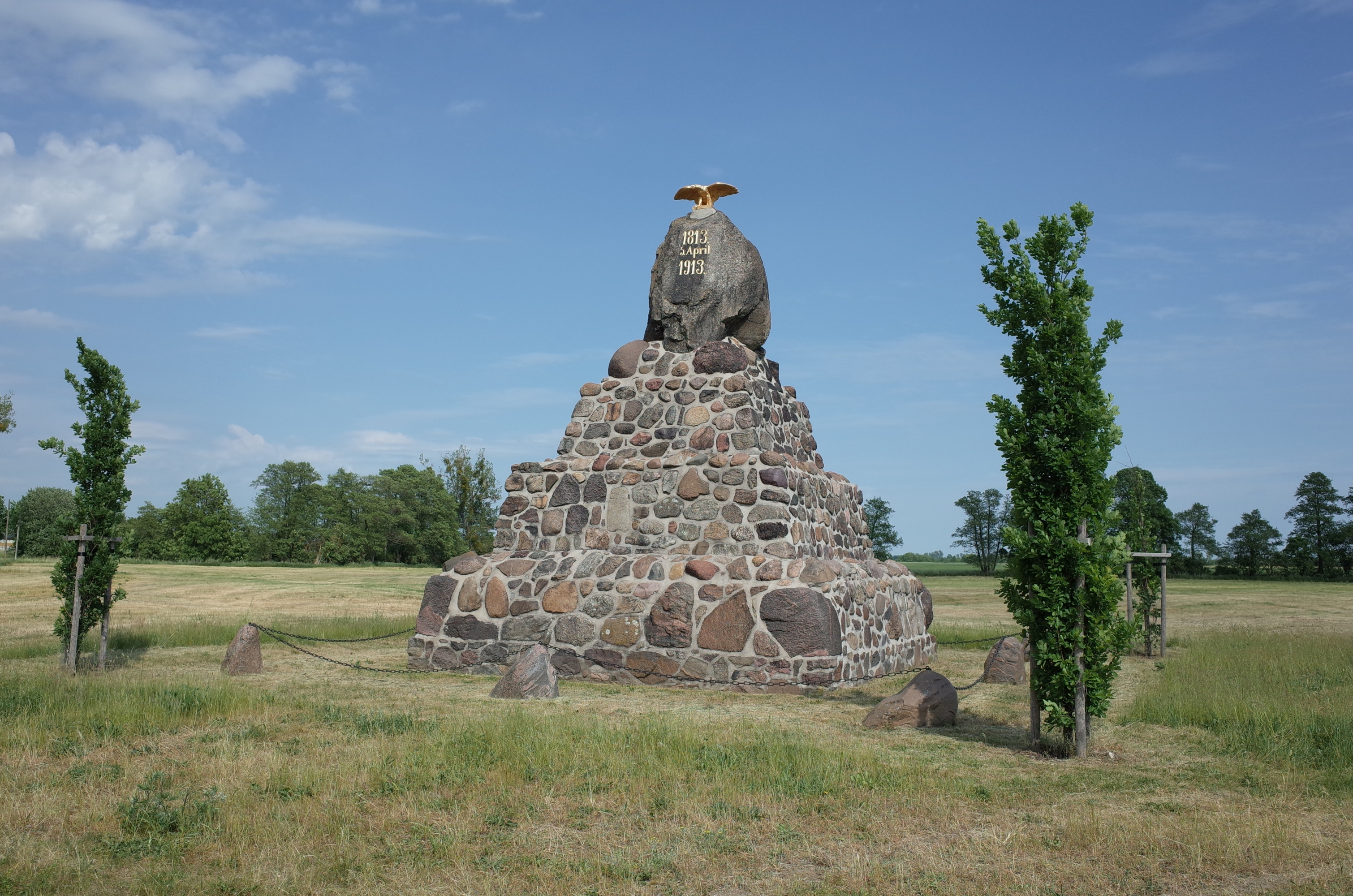
Ehleschlacht-Denkmal bei Vehlitz

## Politik

### Bürgermeister
Letzte Bürgermeisterin von Vehlitz war die seit dem 1. Februar 1974 amtierende Brunhilde Kölbel (parteilos).
Als Ortschaft der Stadt Gommern übernimmt ein so genannter Ortschaftsrat die Wahrnehmung der speziellen Interessen des Ortes innerhalb bzw. gegenüber den Stadtgremien. Er wird aus fünf Mitgliedern gebildet. Als weiteres ortsgebundenes Organ fungiert der Ortsbürgermeister, dieses Amt wird zurzeit von Hartmut Specht wahrgenommen.

### Wappen
| | Blasonierung: „In Blau drei goldene Ähren, auf den Halmen eine mit dem Eisen nach rechts gelegte goldene Sichel, die Schneide nach oben gekehrt.“ |
| Wappenbegründung: Die Farben sind Gelb (Gold) - Blau. Das Wappen basiert auf einem alten Bildsiegel der Gemeinde, dass eine Getreidegarbe zeigte. Der Ort war ein bescheidenes Bauerndorf, dessen Einwohner sich hauptsächlich vom Ackerbau und der Viehzucht ernährten. Der blaue Schildgrund verweist auf die nahe Ehleniederung. Das Wappen wurde vom Heraldiker Jörg Mantzsch aus Magdeburg gestaltet und am 8. Oktober 1998 durch das Regierungspräsidium Magdeburg genehmigt. | |

### Flagge
Die Flagge ist gelb - blau gestreift mit dem aufgelegten Wappen der Gemeinde.

## Sehenswürdigkeiten
- Die St.-Stephanus-Kirche liegt westlich der Durchgangsstraße nahe dem Ortsausgang in Richtung Möckern. Sie ist ein spätromanischer Bau, bestehend aus dem Kirchenschiff, einem querrechteckigen Turm im Westen und einem schmaleren, gerade abschließenden Altarraum im Osten. Trotz einiger Umbauten im 16. Jahrhundert sind an der Nordseite noch romanische Fenster erhalten. Das Kirchenschiff ist im Inneren mit einer flachen Decke geschlossen, die in den 1930er Jahren mit Malereien versehen wurde. Eine Empore verläuft an den Nord- und Westwänden. Ein gotischer Taufstein aus dem Jahre 1454 ist der älteste Einrichtungsgegenstand, besonders bemerkenswert ist jedoch der spätgotische dreiflüglige Schnitzaltar aus dem Anfang des 16. Jahrhunderts, der Maria und die zwölf Apostel zeigt.
- Das Ehleschlacht-Denkmal liegt am nordöstlichen Ortsausgang, etwa 200 Meter vom rechten Straßenrand in Richtung Möckern entfernt. Es wurde zur hundertjährigen Wiederkehr der Kämpfe im Jahre 1913 errichtet und erreicht eine Höhe von etwa sechs Metern.
- Arboretum, siehe Absatz Geschichte/Wiedervereinigung.

## Söhne und Töchter (Auswahl)
- Edmund Veckenstedt (1840–1903), deutscher Historiker, Ethnologe, Lehrer und Autor